# 牛頭島
牛頭島是珠海市香洲區桂山鎮管辖的一座海岛。属于万山群岛。东南距桂山岛2.1公里，东北距大濠岛5km，西北距珠海市陆地32km。面积1.097km2。形状西北-东南向延申狭长。岛两端建有灯塔。
1990年代中期，牛頭島與桂山島堤道完工，成為桂山島一部分。